# Nokere Koerse 2002
La Nokere Koerse 2002, cinquantasettesima edizione della corsa, si svolse il 20 marzo per un percorso con partenza a Oudenaarde ed arrivo a Nokere. Fu vinta dallo svizzero Aurélien Clerc della squadra Mapei-Quick Step Espoirs davanti agli olandesi Jans Koerts e Steven de Jongh.

## Ordine d'arrivo (Top 10)
| Pos. | Corridore        | Squadra                           | Tempo    |
| ---- | ---------------- | --------------------------------- | -------- |
| 1    | Aurélien Clerc   | Mapei-Quick Step Espoirs          | 4h27'00" |
| 2    | Jans Koerts      | Domo-Farm Frites                  | a 3"     |
| 3    | Steven de Jongh  | Rabobank                          | a 5"     |
| 4    | Hendrik Van Dyck | Palmans-Collstrop                 | s.t.     |
| 5    | Coen Boerman     | Rabobank                          | s.t.     |
| 6    | Jo Planckaert    | Cofidis                           | s.t.     |
| 7    | Rudi Kemna       | Bankgiroloterij-Batavus           | s.t.     |
| 8    | Niko Eeckhout    | Lotto-Adecco                      | s.t.     |
| 9    | Max Vlijm        | Axa-VvZ Professional Cycling Team | s.t.     |
| 10   | Martin van Steen | Van Hemert Groep Cycling Team     | s.t.     |